# Noachiano

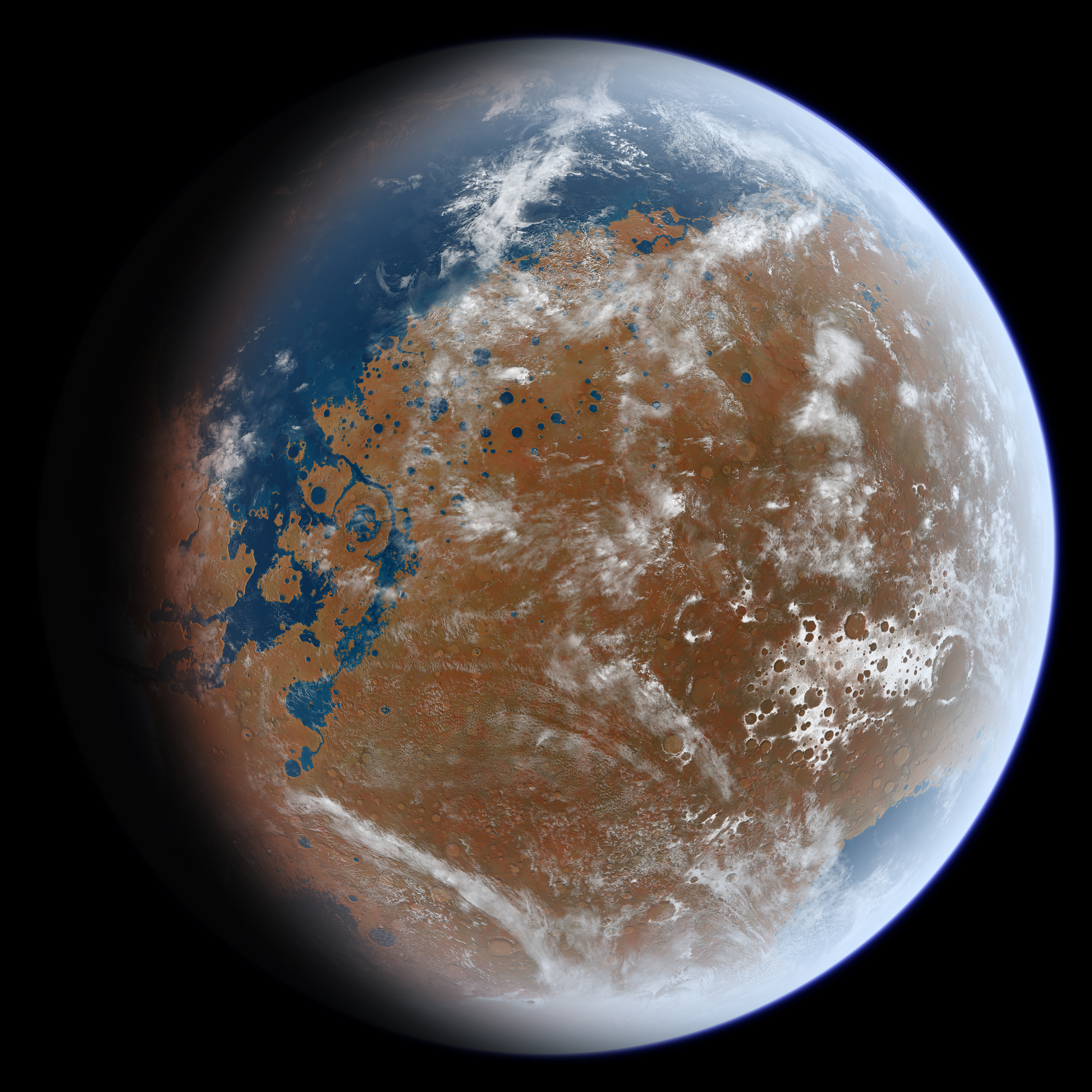
Rappresentazione di Marte durante il Noachiano.

Il Noachiano è il primo dei tre periodi che hanno caratterizzato la storia geologica di Marte, a cui appartengono le più antiche attività osservate e correlate ai più vecchi terreni presenti sulla superficie del pianeta. Il Noachiano corrispondente all'intervallo che va dai 4,1 ai 3,7 miliardi di anni fa.  È una fase della vita del pianeta caratterizzata da un'alta frequenza di impatti di meteoriti e asteroidi e dalla possibile presenza di abbondante acqua sulla superficie marziana. Nel Noachiano si registra il netto e rapido declino dei bombardamenti da impatto meteorico, con continuità dalla prima alla terza epoca che compongono il periodo.
La superficie dell'età del Noachiano è quella privilegiata per l'atterraggio di veicoli spaziali per la ricerca di fossili come prova di una vita extraterrestre passata. Durante il Noachiano l'atmosfera di Marte era più densa di quanto non lo sia nell'era attuale, e il clima era probabilmente più caldo, tanto da consentire la caduta di pioggia. Grandi laghi e fiumi erano presenti nell'emisfero meridionale e un oceano potrebbe aver ricoperto le pianure settentrionali basse.

## Origine del nome
Il nome del periodo deriva da quello della Noachis Terra, che significa “Terra di Noè”.

## Geografia e morfologia
Le terre noachiane si trovano principalmente nell'emisfero meridionale, spesso a un'altitudine di pochi chilometri dal livello di riferimento marziano (come nel caso di Terra Sabaea, Tyrrhena Terra, Promethei Terra, Terra Cimmeria, Terra Sirenum, Aonia Terra e appunto, Noachis Terra).
Questi terreni sono caratterizzati dalla presenza di grandi crateri a fondo pianeggiante, ma la caratteristica principale del Noachiano rispetto alle altre ere marziane è l'onnipresenza di tracce di acqua liquida, sotto forma di sedimenti nei crateri che testimoniano la presenza di laghi oppure di valli con in fondo letti fluviali prosciugati.

## Epoche

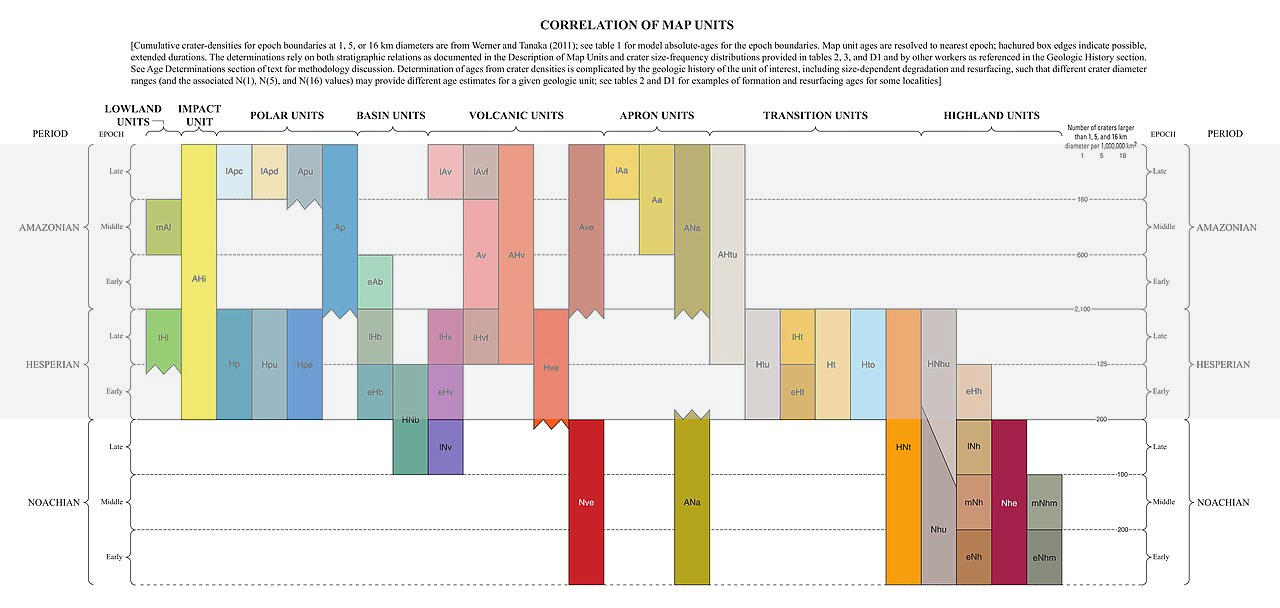
Correlazioni delle unità cartografiche presenti nella carta geologica di Marte al 20.000.000 rilasciata dalla USGS (2014). L'immagine è stata modificata per esaltare i terreni del Noachiano.

Il Noachiano è suddiviso in tre epoche: basso, medio e alto (oppure, ma comunque uguale, inferiore, medio e superiore). Nella carta al 20.000.000 della USGS, rilasciata nel 2014, vengono riportate le età del limite inferiore indicate da Michael del 2013, basate sui sistemi di cronologia di Hartmann (2004 iterazion) e Neukum (2001), derivati dalle densità di craterizzazione di riferimento ricavate da Tanaka (1986) come aggiornate da Werner e Tanaka nel 2011. Ovviamente non esistono limiti inferiori per il basso Noachiano.
|                     | Michael (2013)   | Michael (2013)               |
| Inizio delle epoche | Da Neukum (2001) | Da Hartmann (2004 iteration) |
| ------------------- | ---------------- | ---------------------------- |
| Alto Nochiano       | 3,83             | 3,85                         |
| Medio Nochiano      | 3,94             | 3,96                         |
| Basso Noachiano     | ---              | ---                          |

### Il basso Noachiano
I terreni più antichi osservabili sulla superficie di Marte sono riferibili alla primitiva crosta del pianeta, costituita dai materiali di questa epoca e da materiali del pre-Noachiano sepolti e inferiti da bacini topograficamente sottili pensati essere vestigia di antichi impatti. Nel complesso i depositi sono costituiti principalmente da brecce da impatto e fusi, rocce ignee e alcune sequenze sedimentarie. Tali materiali postdatano ampiamente la formazione delle vaste pianure settentrionali, che costituiscono la prima caratteristica geografica riconosciuta del pianeta, probabilmente di origine da impatto oppure per tettonica.

#### Bacini da impatto
La datazione dei maggiori impatti su Marte, nel database globale dei crateri, indica che in questa epoca ricade la formazione di almeno 65 bacini con diametri maggiore dei 150 km. Diciotto di questi sono profondamente sepolti o altamente degradati e l'identificazione del loro diametro e della loro età presentano una incertezza maggiore rispetto ad altri, visibili. Il più grande bacino è dato da Hellas Planitia (circa 2400 km di diametro) a formare la maggior superficie depressa sul pianeta. La morfologia indica una forma asimmetrica (circa 5000 km di diametro nella direzione nordest-sudovest e circa 6000 km di diametro in direzione nordovest-sudest), data dal terreno elevato tra gli 1 e i 2 km rispetto agli altopiani circostanti, comprendente un volume prossimo a quello mancante all'interno del bacino. Le parti interne e sud-orientali degli anelli concentrici sono costituiti da massicci inframmezzati da depressioni intermedie e da pianure. Le parti ovest e nordovest del bordo dell'anello sono invece deformati da creste concentriche e oblique (a formare gli Hellespontes Montes) e da depressioni (come ad esempio, Scylla Scopulus), risultato prodotto da un probabile impatto a basso angolo diretto verso sud-est. Un altro bacino importante è quello del polo sud di circa 1160 km di diametro, in parte delineato dalla scarpata di Promethei Rupes a formare il bordo esistente parzialmente interrato dalla Planum Meridionale.

#### Il vulcanismo del basso Noachiano
Circa due terzi degli edifici degli altipiani del Noachiano e degli edifici vulcanici possono essere ascritti a questa epoca, attestando un vulcanismo precoce, diffuso oppure concentrato a sud della regione di Tharsis.

#### Altre morfologie
Alcune delle morfologie relative al basso Noachiano possono essere state prodotte per azione fluviale oppure per tettonica.
Parte dei terreni nel settore meridionale del bulge di Tharsis contengono dense matrici lineari date da depressioni sinuose, interpretate come grabens, strette e larghe. Altre creste mostrano una tendenza concentrica al margine di Daedalia Planum, forse derivate dalla contrazione crostale dovuta alla risalita centrata in Siria Planum. Inoltre piccole valli dividono, in alcune aree, i terreni del basso Noachiano per una probabile dissezione fluviale e movimenti di massa, prominenti morfologie impostatesi durante questa epoca.

### Il medio Noachiano
È la seconda epoca del Noachiano. I terreni dominano le regioni degli altipiani ovunque non siano presenti, oppure scarseggiano, quelli dell'epoca precedente, comprese le regioni che confinano con la zona di transizione altopiano/pianura in Arabia Terra e a sud di Elysium Planitia, così come quelli che circondano il bacino dell'Argyre. Sono ricomprese anche quelle superfici di rottura relativamente basse adiacenti agli affioramenti più elevati del basso Noachiano dove, comunemente, una rottura di pendio separa i terreni delle due epoche, in cui valli strette incidono le topografie più ripide della prima. Nel complesso i depositi sono composti probabilmente da una maggiore proporzione di materiali sedimentari e vulcanici rispetto a quelli del precedente periodo, che può riflettere condizioni climatiche favorevoli a precipitazioni e deflusso idrico.
Gli altopiani contengono almeno 15 bacini da impatto di diametro maggiore di 150 km. Argyre e Isidis sono due bacini definiti a livello regionale da depressioni topografiche circondate da massicci montuosi appartenenti al medio Noachiano. Argyre è circondato da massicci per un diametro esterno medio di circa 1500 km e dagli altopiani del medio Noachiano per un diametro di circa 3000 km. A differenza del bacino di Hellas, questo settore esterno non forma un anello nettamente rialzato, ma include solchi e creste larghe e irregolari che sono prevalentemente orientate in modo circonferenziale al bacino e che probabilmente rappresentano anelli strutturali associati alla formazione del Argyre stesso. Il bacino di Isidis si trova lungo il limite di transizione altopiano/pianura e mostra le caratteristiche morfologiche diverse dai bacini di Hellas e di Argyre pur avendo dimensioni simili. Difatti possiede un bordo discontinuo che si estende per un diametro di circa 2100 km ed è intervallato da terreni di altopiano, sempre del medio Noachiano, e da terreni a quote inferiori del post-Noachiano, circonferenziali, per lo più strette verso nord-ovest (Nili Fossae) e a sud-est (Amenthes Fossae). Probabilmente si sono formati degli avvallamenti per estensione crostale durante il medio Noachiano e sono stati riattivati nell'Esperiano, dato che tagliano localmente parte dei terreni di transizione proprio di inizio periodo. Gli Oenotria Scopuli sono scarpate circonferenziali rivolte verso il bacino che hanno spostato e modificano i terreni di altopiani del basso Noachiano a una distanza radiale da circa 1400 km a circa 1500 km dal centro di Isidis che sembrano formare la struttura ad anello del bacino. Interessanti sono i carbonati come marcatori: rari sulla superficie di Marte, si ritrovano in un orizzonte stratigrafico, nei luoghi circostanti il bacino di Isidis, coerenti a riflettere condizioni da neutre ad alcaline al tempo di formazione del bacino stesso, probabilmente per alterazione di uno strato ricco di olivina; inoltre, diversi depositi di minerali silicatici alterati, indicativi di metamorfosi di basso grado o alterazioni idrotermali acquose, vengono ritrovati nel terreno del Noachiano a ovest del bacino di Isidis.

#### L'attività vulcanica
A differenza della prima epoca i terreni e gli edifici vulcanici tendono a diminuire in numero, forse a causa di un aumento dello stress compressivo globale e dell'ispessimento della crosta, che hanno limitato l'afflusso di magma lontano dai centri magmatici regionali come Tharsis ed Elysium. Processi di embayment nell'ultima epoca mostrano che gli altopiani di Thaumasia sono venuti a sollevarsi principalmente durante il medio Noachiano, mentre lo sviluppo di stretti graben, densamente distanziati che attraversano gli altopiani di Thaumasia di questa epoca, indicano la loro contemporaneità con il processo di sollevamento.

### L'alto Noachiano
È l'ultima epoca del Noachiano. La modifica degli altopiani craterizzati è continuata in questa epoca da parte di attività vulcanica, sedimentaria e processi di impatto, sebbene a tassi e livelli complessivamente ridotti. Questi processi hanno provocato l'accumulo di depositi nelle zone di bacino inter e intra-crateri.
I terreni si ritrovano principalmente vicino agli affioramenti del basso Noachiano, nonché lungo il margini orientali di Thaumasia Planum e Tempe Terra. Essi sono situati anche localmente in Arabia Terra dominata dal medio Noachiano, presso Terra Sabaea settentrionale, altre aree lungo la zona di transizione altopiano/pianura e lungo il bordo di Argyre Planitia. Queste associazioni suggeriscono che le aree di maggiore rilievo sperimentano una maggiore precipitazione ed erosione, con conseguente sedimentazione in depressioni topografiche adiacenti (compresi i crateri da impatto) proprio verso la fine del periodo Noachiano. In alcuni casi, i canali di deflusso come Mawrth e Ma'adim Valles furono scavati da grandi afflussi idrici risultanti dal superamento dei livelli di bacini presenti negli altopiani o dalla fuoriuscita da falde acquifere in sovrapressione.

#### L'attività vulcanica
I più antichi flussi vulcanici riconoscibili e i depositi vulcanici a morfologia pianeggiante di questa epoca si hanno nella regione di Tharsis e nel bacino di Hellas. A nordest di questo sita Tyrrhenus Mons, con fianchi altamente sezionati che circondano una complessa caldera centrale fornendo prove per un'attività vulcanica prolungata che inizia con un carattere esplosivo a creare flussi piroclastici proprio nel tardo Noachiano. Si ha poi Apollinaris Mons posto lungo la zona di transizione altopiano-pianura che rivela una lunga storia vulcanica, idrologica e forse di attività idrotermale. Diversi depressioni a forma irregolare, di decine di chilometri di diametro di età che va dal tardo Noachiano sino al basso Esperiano e poste lungo la zona di transizione in Arabia Terra settentrionale, vengono ipotizzate essere caldere vulcaniche. Lobi di flusso lavico si hanno in Thaumasia Planum, come così come nelle pianure sparse a sud di Daedalia Planum. Alcuni terreni a nord di Olympus Mons (deformato da Acheron Fossae), nel sud-ovest di Tempe Terra e in alcune parti di gli altopiani di Thaumasia possono essere di origine vulcanica data la loro vicinanza alla regione di Tharsis, ma sciami di graben e alte caratteristiche morfologiche sembrano aver oscurato le potenziali morfologie vulcaniche.

#### Tettonica
Tarde deformazioni della crosta sono confermate dove le strutture tettoniche attraversano le superfici del Noachiano superiore, parzialmente sepolte da affioramenti del basso Esperiano. Questi includono densi sciami di stretti graben in Claritas Fossae e in Icaria Planum, radiale rispetto a Syria Planum, probabilmente in risposta alla flessione litosferica dovuta al carico da parte del bulge di Tharsis, graben di tendenza generalmente ovest-nordovest in Acheron Fossae e graben interni e derivanti dal sollevamento degli altopiani di Thaumasia.
Sebbene i terreni del tardo Noachiano sono comunemente deformati dalle creste corrugate, l'entità cumulativa della deformazione è paragonabile a quelle delle superfici dell'Esperiano inferiore, suggerendo che la deformazione per contrazione era minore nel tardo Noachiano. I truogoli di Valles Marineris iniziarono a formarsi durante questa epoca mediante rifting, come indicato dall'attraversamento e dalle relazioni stratigrafiche tra materiali rocciosi e le strutture tettoniche, in particolare lungo il margine occidentale di Thaumasia Planum. La maggior parte di queste strutture riguardano lo sviluppo del rialzo di Tharsis, indicando che questa immensa caratteristica era diventata il luogo magmatico e tettonico dominante per il pianeta dal fine del periodo Noachiano.

#### I depositi
Diversi sono i depositi di questa epoca. Terrazze locali indicano processi di denudazione lungo i margini di Thaumasia Planum e Tempe Terra, che vengono interpretate essersi prodotte per erosione degli strati presenti. All'interno di Argyre e Hellas Planitiae, i fondi del bacino sono occupati da riempimenti che suggeriscono sedimentazione e forse vulcanismo. Inoltre, il margine nord-orientale del bacino di Hellas comprende rocce affioranti risultanti dalla sedimentazione fluviale e dal vulcanismo, sezionati e modificati dalla successiva attività fluviale e da altri processi.
Gli altopiani stratificati dell'Esperiano e del Noachiano presso Meridiani Planum sono stati direttamente (sebbene localmente) osservati dall'Opportunity Mars Exploration Rover. Sono stati trovati depositi composti da materiale eolico e fluviale ricco di solfati, con presenza di iati deposizionali per erosione, ricchi di ematite, derivati principalmente dalla deposizione eolica e seguita da alterazione tramite acque sotterranee, nonché da processi fluviali e marini.

#### Gli impatti meteorici
Per ciò che riguarda gli impatti meteorici l'ultima epoca vede la formazione di ejecta associati a tre crateri da impatto di diametro maggiore dei 150 km: Becquerel, Green e Orcus Patera.